# Gustavsberg-Korpberget
Gustavsberg-Korpberget este o arie protejată (arie specială de conservare — SAC, sit de importanță comunitară — SCI) din Suedia întinsă pe o suprafață de 50,1 ha, integral pe uscat.

## Localizare
Centrul sitului Gustavsberg-Korpberget este situat la coordonatele 58°19′39″N 11°55′47″E / 58.3276°N 11.9296°E.

## Înființare
Situl Gustavsberg-Korpberget a fost declarat sit de importanță comunitară în decembrie 1998 pentru a proteja un număr necunoscut de specii din flora spontană și fauna sălbatică aflate în arealul zonei. Situl a fost protejat și ca arie specială de conservare în martie 2011.

## Biodiversitate
Situată în ecoregiunea boreală, aria protejată conține 3 habitate naturale: Păduri acidofile de stejar bătrân cu Quercus robur pe câmpii nisipoase, Păduri pe pante, grohotișuri și ravene de Tilio-Acerion, Păduri caducifoliate bătrâne naturale hemiboreale fino-scandinave (Quercus, Tilia, Acer, Fraxinus sau Ulmus) bogate în specii epifite.
La baza desemnării sitului se află un număr nedeclarat de specii protejate.